# Tangente (épée)
Pour les articles homonymes, voir Tangente.

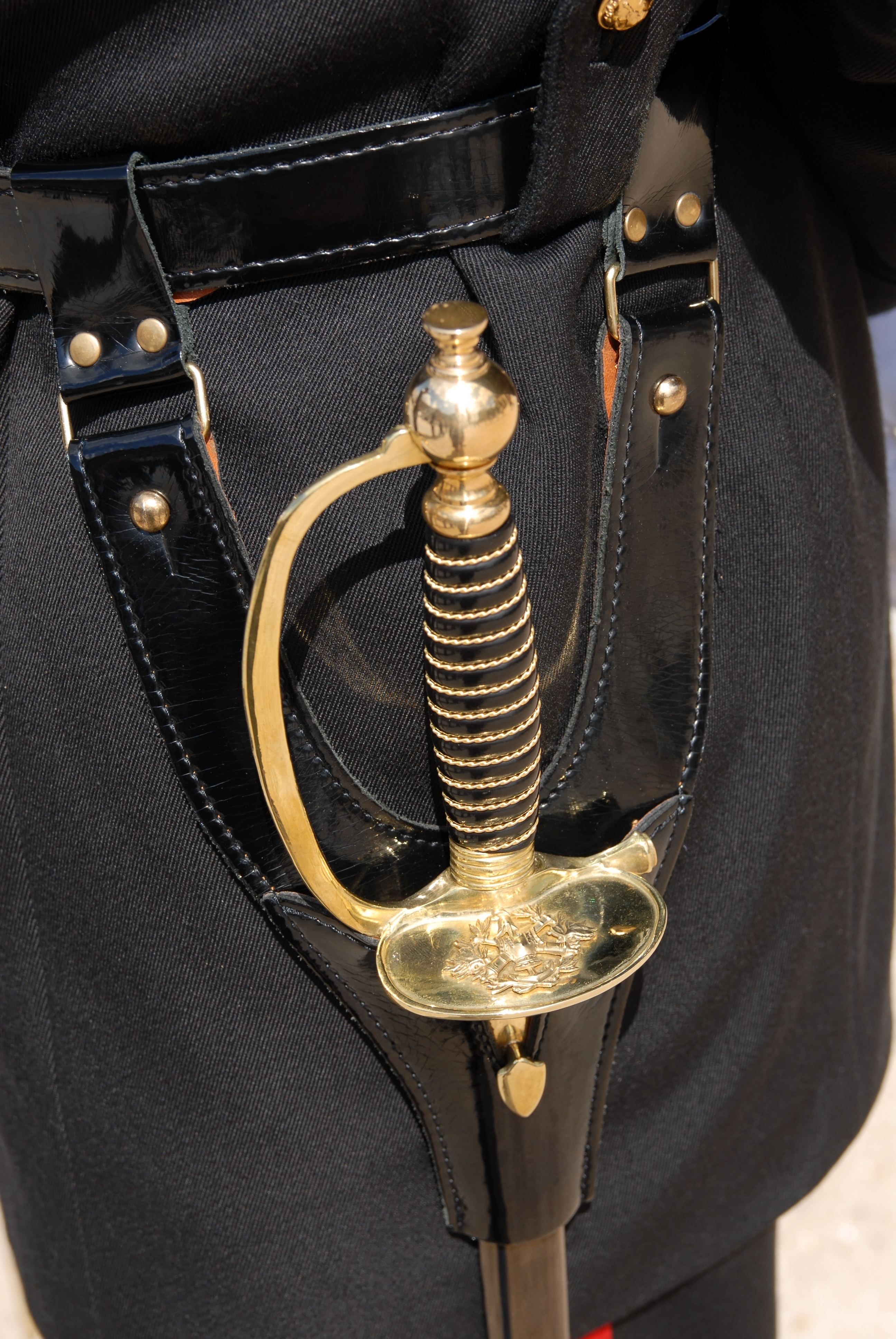
Garde de la tangente.

La tangente est le nom donné à l'épée du Grand Uniforme de l'École polytechnique.
Son nom de tangente vient du fait que, correctement portée, l'épée est tangente aux bandes rouges du pantalon de ce grand uniforme,. Le Code X, dans sa version de 1890, dispose : « il porte à gauche l’épée qui, tangente à la bande, touche à terre et fait voler la poussière ». Cette analogie avec la tangente géométrique est aussi à l'origine de l'expression « prendre la tangente », passée de l'argot polytechnicien où elle signifiait « faire le mur » au langage courant pour dire « s'échapper » dans un sens plus large.
En 1970, la loi autorise les femmes à participer au concours d'entrée à Polytechnique. En 1972, les premières femmes intègrent l'École, mais « une seule chose leur est refusée l'épée au côté ». Elles ont en effet à la place un sac à main qui n'est pas porté lors des défilés et c'est en 1977 qu'elles obtiennent le droit de porter la tangente.

## Histoire de la tangente
L’ensemble des élèves obtient le droit de porter l’épée en reconnaissance de leur rôle apporté à la défense des libertés au côté du peuple insurgé sur les barricades pendant les Trois Glorieuses,.
Ainsi les polytechniciens, qui avaient déjà l’usage du sabre, obtiennent en 1830 l’épée qu’ils nomment tangente.

## Remise de la tangente
Les élèves ont un système de parrainage, d'une promotion sur la suivante. Comme le bicorne, la tangente est remise à chaque élève par son parrain lors d'une cérémonie particulière appelée « remise des tangentes », suivie d'un repas convivial où par tradition la tangente constitue l'unique couvert. Cette tradition a été interrompue en 1968, et a été rétablie au début des années 2000,.

## Les constantes, expression dérivée
Certains étudiants à l'École polytechnique ne font pas partie du cycle élève classique (par exemple des élèves de programmes internationaux) ; ceux-là ne portent pas le grand uniforme et par conséquent n'ont pas de tangente : ils étaient donc appelés les « constantes » dans le jargon polytechnicien (obsolète), parce que leur « tangente est nulle », en application d’un jeu de mots issu des mathématiques,.

## La tangente comme cadeau

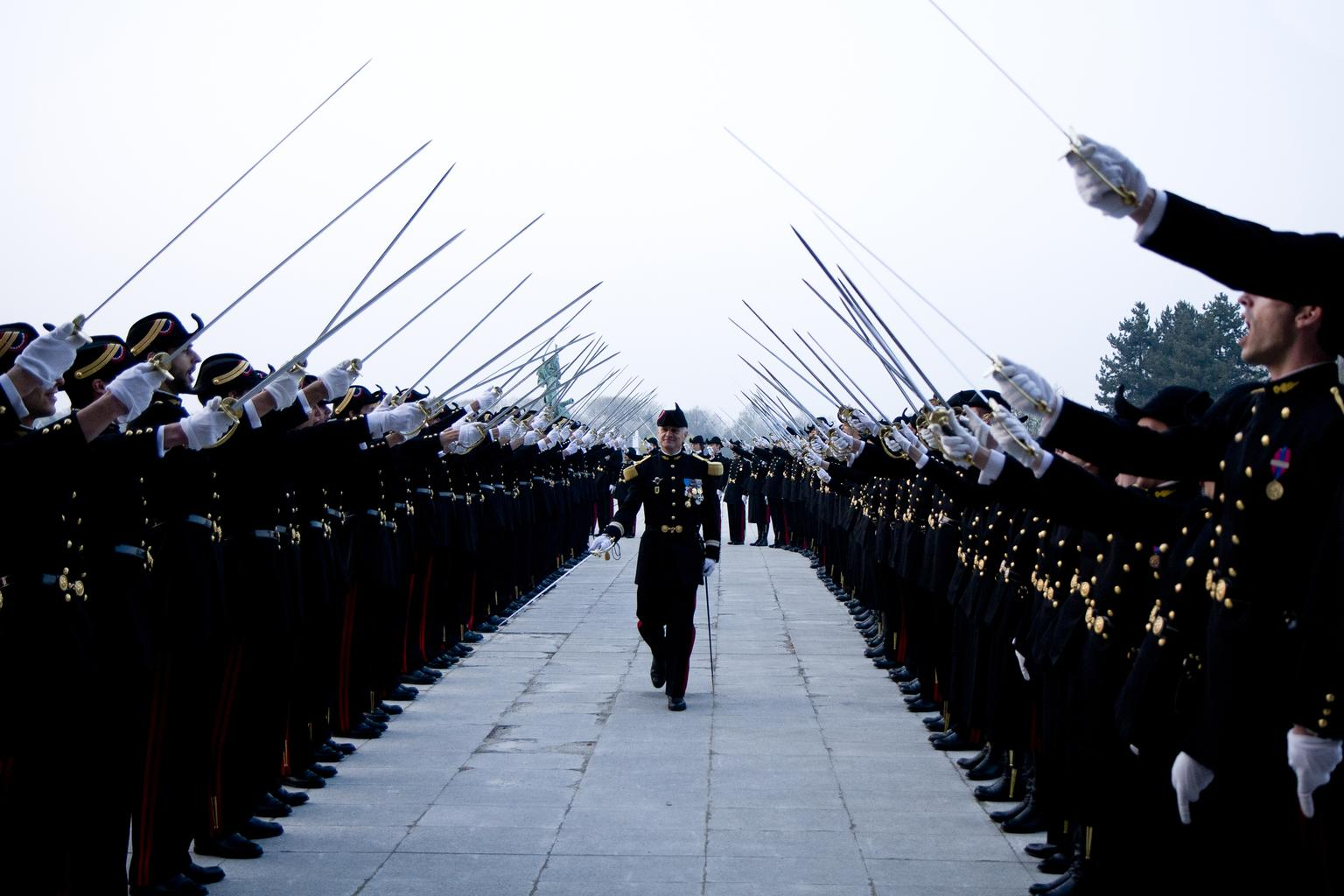
Haie d'honneur avec tangentes.

La tangente et le bicorne constituent les deux éléments les plus représentatifs de l'École polytechnique. De ce fait l'un et/ou l'autre sont parfois offerts par l'École ou par des autorités supérieures. Ce geste marque une grande faveur du fait que ces attributs constituent en principe le symbole de l'appartenance à la communauté polytechnicienne :
- certains professeurs ou cadres de l'École polytechnique reçoivent une tangente lors de leur départ, comme signe d'une grande reconnaissance de la part de l'École ou des élèves[19] ;
- certaines personnalités politiques étrangères peuvent également en recevoir, mais ce geste est alors à prendre comme un honneur diplomatique qui leur est fait par l'État, bien plus qu'une reconnaissance de la part de l'École ou des élèves ; ainsi, à titre d’exemple,
  - en février 2005, le colonel Kadhafi s'est vu remettre une tangente par Michèle Alliot-Marie, alors ministre de la Défense en visite officielle en Libye ; il s'est alors agi d’un cadeau montrant l'entente cordiale entre les deux gouvernements et la volonté de collaborer sur le plan militaire : « C'est l'épée de l'École militaire polytechnique »[20] ;
  - le 6 décembre 2005, le premier ministre chinois Wen Jiabao a reçu en cadeau un bicorne et une tangente, lors de sa visite à l'École polytechnique sur les sujets de l'éducation et de la recherche, et de la collaboration et des échanges dans ces domaines[21] ;
  - le 2 décembre 2015, le président du Sénégal Macky Sall, en marge de la COP21, se rend à l'École polytechnique pour donner une conférence et célébrer l'accord de partenariat avec l'université Cheikh-Anta-Diop de Dakar. À cette occasion il se voit remettre une tangente gravée à son nom par deux élèves polytechniciens sénégalais, tandis que Jacques Biot, président de l'École polytechnique, se voit remettre l'Ordre national du Lion du Sénégal, plus haute distinction sénégalaise[22],[23].